# Контроллер движения
Контроллер движения — разновидность игрового контроллера, использующая акселерометры или иные датчики для отслеживания движений пользователя и преобразования их в управляющие сигналы для взаимодействия с игрой.

## История
Контроллеры движения, использующие акселерометры, получили широкое распространение в игровой индустрии с появлением игровой системы Nintendo Wii в 2006 году. Она использовала акселерометры для определения приблизительной ориентации и ускорения, при поддержке датчика изображения, что обеспечивало возможность использования устройства для прицеливания. Впоследствии были разработаны аналогичные устройства, такие как ASUS Eee, PlayStation Move от Sony (который также использует магнитометры и компьютерное зрение через PlayStation Eye), Joy-Con и HP Swing. Первый контроллер PlayStation 3 был оснащен системой Sixaxis — встроенной системой отслеживания движений, которая имела определенные проблемы с интерференцией при использовании вибрации, но впоследствии была реализована в DualShock 3. Другие системы используют различные механизмы, например Microsoft Kinect, который сочетает инфракрасные датчики и компьютерное зрение, или Razer Hydra, использующий магнитное поле для определения положения и ориентации.
Аркадная игра Hang-On от Sega AM2, разработанная Ю Судзуки, использовала аркадный автомат в виде мотоцикла, которым игрок управлял движениями своего тела. Это положило начало концепции Taikan, которая предполагала использование аркадных автоматов с кабинами, управляемыми движением посредством гидравлических систем в конце 1980-х годов, за два десятилетия до популяризации контроллеров с датчиками движения в игровых консолях. Sega Activator для Mega Drive был основан на Light Harp израильского музыканта и мастера боевых искусств кунг-фу Ассафа Гурнера, который исследовал междисциплинарную концепцию возможности играть в игру с помощью инструмента, использующего всё тело, что привело к разработке подобного устройства для Mega Drive в 1993 году. Данная система могла считывать физические движения игрока и стала первым контроллером, отслеживающим движения всего тела. Первоначальное изобретение представляло собой 3-октавный музыкальный инструмент, который мог интерпретировать жесты пользователя в музыкальные ноты через протокол MIDI. Патент был зарегистрирован в Израиле 11 мая 1989 года после 5 лет исследований и разработки. В 1992 году первая Light Harp была создана Ассафом Гурнером и Одедом Цуром и представлена Sega America, однако не достигла коммерческого успеха из-за низкой точности.
Другой пионерской системой движения была Sega VR, впервые анонсированная в 1991 году. Она имела встроенные датчики, регистрирующие движения игрока и положение его головы, но так и не была официально выпущена. Еще одним примером является световой пистолет аркадной игры Police 911 2000 года, который использовал систему для обнаружения движений игрока и отображения их в движениях персонажа внутри игры.

## Известные контроллеры
- Wii Remote (Wii и Wii U)
- Sixaxis (PlayStation 3)
- DualShock 3, 4 и DualSense (PlayStation 3, PlayStation 4 и PlayStation 5)
- PlayStation Move (PlayStation 3, PlayStation 4 и PlayStation 5)
- Wii U GamePad (Wii U)
- Kinect (Xbox 360 и Xbox One)
- Razer Hydra
- Xavix
- Joy-Con и Nintendo Switch Pro Controller (Nintendo Switch)
- Steam Controller
- Steam Deck